# Bayon (Francia)
Bayon è un comune francese di 1 542 abitanti situato nel dipartimento della Meurthe e Mosella nella regione del Grand Est.

## Società

### Evoluzione demografica
Abitanti censiti